# Verbandsgemeinde Otterberg
Die Verbandsgemeinde Otterberg war eine Gebietskörperschaft im Landkreis Kaiserslautern in Rheinland-Pfalz. Der Verbandsgemeinde gehörten die Stadt Otterberg sowie vier weitere Ortsgemeinden an, der Verwaltungssitz war in der namensgebenden Stadt Otterberg.
Zum 1. Juli 2014 wurde die Verbandsgemeinde Otterberg mit der Verbandsgemeinde Otterbach zur Verbandsgemeinde Otterbach-Otterberg zusammengelegt.

## Verbandsangehörige Gemeinden
| Ortsgemeinde, Stadt        | Fläche (km²) | Einwohner |
| -------------------------- | ------------ | --------- |
| Heiligenmoschel            | 8,68         | 644       |
| Niederkirchen              | 23,85        | 1.972     |
| Otterberg, Stadt           | 32,10        | 5.225     |
| Schallodenbach             | 7,46         | 879       |
| Schneckenhausen            | 3,71         | 597       |
| Verbandsgemeinde Otterberg | 75,80        | 9.317     |

(Einwohner am 30. Juni 2014)

## Geschichte
Die Verbandsgemeinde Otterberg entstand im Jahr 1971 im Rahmen der rheinland-pfälzischen Funktional- und Gebietsreform.
Im Zuge der im Jahr 2010 begonnenen rheinland-pfälzischen Kommunal- und Verwaltungsreform sollten die Verbandsgemeinden Otterberg und Otterbach auf der Basis der bis zum 30. Juni 2012 laufenden und sogenannten „Freiwilligkeitsphase“ zusammengelegt werden.
Am 14. Dezember 2010 beschlossen die Verbandsgemeinderäte der beiden Verbandsgemeinden in getrennten, aber zeitgleich stattfindenden Sitzungen die Fusion der benachbarten Verbandsgemeinden im Jahr 2014. Der Fusionsvertrag wurde von den beiden Bürgermeistern, Martin Müller (Verbandsgemeinde Otterberg) und Harald Westrich (Verbandsgemeinde Otterbach), am gleichen Tag unterzeichnet.
Nach dem am 20. Dezember 2011 erlassenen „Landesgesetz über die freiwillige Bildung der neuen Verbandsgemeinde Otterbach-Otterberg“ wurde zum 1. Juli 2014 eine neue Verbandsgemeinde mit dem Namen „Otterbach-Otterberg“ gebildet. Verwaltungssitz ist die Stadt Otterberg, in Otterbach soll eine zweite Verwaltungsstelle bleiben. Die Wahl zum Verbandsgemeinderat sowie des Bürgermeisters der neuen Verbandsgemeinde fand am Tag der allgemeinen Kommunalwahlen im Jahr 2014 statt.

## Bevölkerungsentwicklung
Die Entwicklung der Einwohnerzahl der Verbandsgemeinde Otterbach bezogen auf das Verwaltungsgebiet zum Zeitpunkt der Auflösung; die Werte von 1871 bis 1987 beruhen auf Volkszählungen:
| Jahr | Einwohner |
| 1815 | 4.223     |
| 1835 | 5.965     |
| 1871 | 6.179     |
| 1905 | 6.292     |
| 1939 | 7.149     |
| 1950 | 7.537     |

| Jahr | Einwohner |
| 1961 | 7.965     |
| 1970 | 8.362     |
| 1987 | 8.233     |
| 1997 | 9.549     |
| 2007 | 9.546     |
| 2014 | 9.317     |

## Politik

### Verbandsgemeinderat
Der Verbandsgemeinderat Otterberg bestand aus 24 in einer personalisierten Verhältniswahl gewählten ehrenamtlichen Ratsmitgliedern und dem hauptamtlichen Bürgermeister als Vorsitzendem.
Die Sitzverteilung im Verbandsgemeinderat:
| Wahl | SPD | CDU | FDP | FWG | Gesamt   |
| ---- | --- | --- | --- | --- | -------- |
| 2009 | 11  | 8   | 1   | 4   | 24 Sitze |
| 2004 | 9   | 10  | 1   | 4   | 24 Sitze |

## Bürgermeister
Letzter Bürgermeister war Martin Müller (SPD).

### Wappen
Die Blasonierung des ehemaligen Wappens lautet: „In von Gold und Schwarz vierfach geteiltem Schildbord, von Schwarz und Silber geviert, oben rechts auf goldbeschindeltem Feld ein silberner Leopard, oben links drei rote Eichhörnchen 2:1, unten rechts ein roter Schrägbalken, belegt mit drei goldenen Gürtelschnallen (Schräggitter), unten links fünf silberne Bollen 2:1:2“.
Es wurde 1980 von der Bezirksregierung Neustadt genehmigt.